# Tollius setosus
Tollius setosus är en insektsart som beskrevs av Van Duzee 1906. Tollius setosus ingår i släktet Tollius och familjen krumhornskinnbaggar. Inga underarter finns listade i Catalogue of Life.